# Morigino
Morigino (pronunciare Morìgino) è l'unica frazione di Maglie in provincia di Lecce.
Situato nel Salento orientale, sorge sulla strada provinciale che collega Maglie a Cursi, a 2 km dal capoluogo comunale e a circa 30 km da Lecce.

## Storia
Non si hanno numerose fonti sulle origini dell'abitato. Ciò che viene tramandato da studi della vecchia popolazione è che sia stato fondato nel IX secolo, con l'arrivo nel Salento dei Turchi Saraceni. Probabilmente il nome stesso del paese sta ad indicare che esso sia stato fondato dai Mori (nome con cui venivano indicati appunto i Saraceni).
In particolare lo storico Arditi sostiene che un certo Moro, capitano dei Saraceni, non volendo tenere insieme tutte le sue truppe decise di dividerle in due accampamenti strategici: una parte si stanziò dove poi sorse il Borgo di Morigino e l'altra diede vita all'odierna Cannole.
Nel XII secolo Morigino entrò a far parte della Contea di Lecce per volere di Re Tancredi d'Altavilla e nei secoli seguenti, fino al 1806 (anno in cui venne abolito il regime feudario) passò di mano in mano sotto il controllo delle varie famiglie proprietarie del vicino casale di Maglie.

## Monumenti e luoghi d'interesse

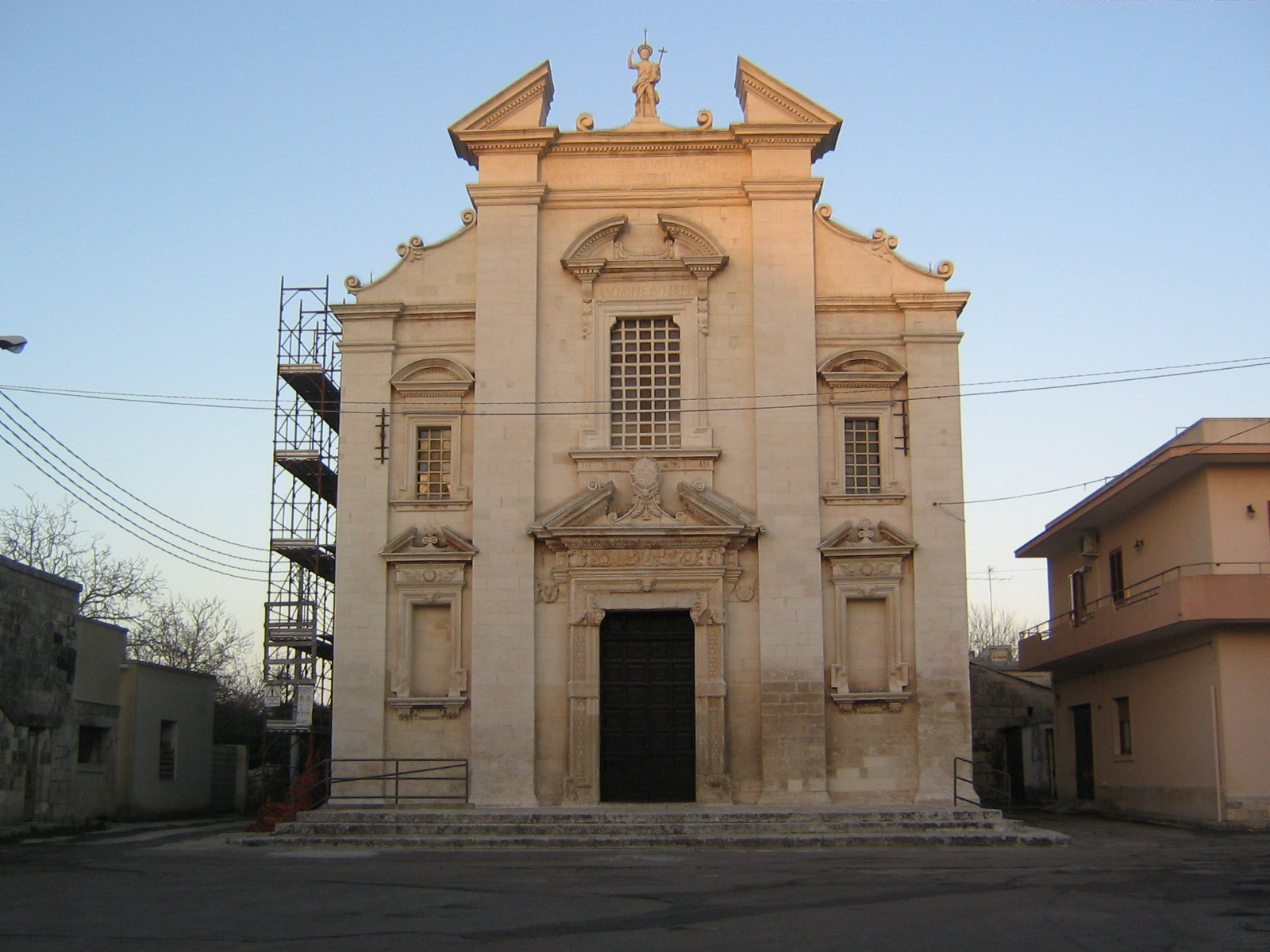
Chiesa Madre San Giovanni Battista

### Architetture religiose

#### Chiesa Madre
La chiesa matrice di Morigino, dedicata a San Giovanni Battista, edificata fra il 1598 e 1604, come riportato dalla  ben visibile epigrafe sull'architrave in latino:A DEO ET COMUNI LARGITATE FACTUM EST HOC/ET MIRABLE NOSTRIS OMNIBUS OCULIS A.D. 1598-1604. Edificata  da Angelo Spalletto, anche se non si hanno notizie certe in merito. È la chiesa più antica che si trova sul territorio di Maglie.
Sulla facciata principale spiccano un portale decorato, due nicchie nella parte bassa e tre finestroni. Sulla sommità una statua.
L'interno si presenta con una struttura a tre navate suddivise da imponenti colonne finemente decorate nella parte superiore.
Di particolare interesse sono gli altari barocchi, il fonte battesimale seicentesco e la tela raffigurante San Giovanni Battista, attribuita a Luca Giordano. Altre tele raffigurano la Vergine del Carmine, San Nicola con la Natività e i Santi Medici Cosma e Damiano, il cui altare fu rifatto il 1819 da Vito Circolone.
All'interno è presente anche un organo, realizzato dai maestri organari della Alsatia (Francia, ai confini con Germania e Svizzera) Simone e Pietro Khyrcher nel 1740, su cui è riportato l'emblema del paese: un moretto assiso.
La volta, progettata dall'architetto Filippo Bacile di Castiglione d'Otranto ed eseguita dal magliese Carmelo Toma, risale al 1863, anno in cui venne rimosso il soffitto in legno preesistente.

#### Altre chiese
- Cappella della Madonna dell'Addolorata

### Architetture civili

#### Torre Colombaia
La Torre colombaia Palumbaro sorge nei pressi dell'omonima masseria. La costruzione risale al XVI secolo, così come ipotizzabile dai caratteri stilistici. All'interno si trovano circa diecimila cellette che ospitavano i volatili per il loro allevamento. La torre, molto probabilmente, aveva la doppia funzione di torre colombaia e di torre di avvistamento.

### Siti archeologici

#### Dolmen Caramauli 1
Il dolmen presenta un'apertura a NE e una lastra di copertura (100 x 130 cm) di spessore di 20 cm circa. Il piedritto monolitico sul lato W si è inclinato provocando il semicrollo della lastra di copertura che è semiriversa nella camera e poggia solo sul piedritto di pietre sovrapposte a E. Il megalite è situato vicino alla masseria Palumbaro.

## Cultura

### Eventi
- Festa di San Giovanni Battista: si celebra il 23/24 giugno (Natività).
- Festa di San Giovanni Battista: si celebra il 29 agosto (particolare tradizione de "La Testa", nel giorno in cui si ricorda il martirio del Santo Patrono si esibisce la testa)